# معدة (كحلان عفار)

تعديل مصدري - تعديل

معدة هي إحدى قرى عزلة الدقيمي بمديرية كحلان عفار التابعة لمحافظة حجة، بلغ تعداد سكانها 303 نسمة حسب تعداد اليمن لعام 2004.